# ویلیام کلسه
ویلیام کلسه (به انگلیسی: William Klesse) مدیر ارشد اجرایی آمریکایی است، که در حال حاضر به‌عنوان مدیر عامل اجرایی و رییس هیئت مدیره شرکت والرو انرژی فعالیت می‌نماید.